# Zalla
Zalla város Spanyolországban,  Bizkaia tartományban. Zalla Balmaseda, Valle de Mena, Sopuerta, Gueñes, Gordexola és Galdames községekkel határos. Lakosainak száma 8316 fő (2024).

## Népesség
A település népessége az utóbbi években az alábbiak szerint változott:
| Lakosok száma | 7740 | 7919 | 8071 | 8186 | 8442 | 8481 | 8421 | 8447 | 8300 | 8316 |
|               | 2001 | 2004 | 2007 | 2009 | 2012 | 2014 | 2017 | 2019 | 2022 | 2024 |